# Elezioni federali in Germania del 1957
Le elezioni federali nella Repubblica Federale di Germania del 1957 si tennero il 15 settembre per il rinnovo del Bundestag.
Si recarono alle urne l'87.8% dei cittadini aventi diritto al voto.

## Risultati
| Liste                                          | Maggioritario | Maggioritario | Maggioritario | Proporzionale | Proporzionale | Proporzionale | BB  | Totale seggi |
| Liste                                          | Voti          | %             | Seggi         | Voti          | %             | Seggi         | BB  | Totale seggi |
| ---------------------------------------------- | ------------- | ------------- | ------------- | ------------- | ------------- | ------------- | --- | ------------ |
| Unione Cristiano-Democratica di Germania (CDU) | 11.975.400    | 39,71         | 147           | 11.875.339    | 39,71         | 68            | 7   | 222          |
| Partito Socialdemocratico di Germania (SPD)    | 9.651.669     | 32,01         | 46            | 9.495.571     | 31,75         | 123           | 12  | 181          |
| Unione Cristiano-Sociale in Baviera (CSU)      | 3.186.150     | 10,57         | 47            | 3.133.060     | 10,48         | 8             | -   | 55           |
| Partito Liberale Democratico (FDP)             | 2.276.234     | 7,55          | 1             | 2.307.135     | 7,71          | 40            | 2+1 | 44           |
| Blocco Pangermanico (GB/BHE)                   | 1.324.636     | 4,39          | -             | 1.374.066     | 4,59          | -             | -   | -            |
| Partito Tedesco (DP)                           | 1.062.293     | 3,52          | 6             | 1.007.282     | 3,37          | 11            | -   | 17           |
| Deutsche Reichspartei                          | 290.622       | 0,96          | -             | 308.564       | 1,03          | -             | -   | -            |
| Unione Federalista                             | 295.533       | 0,98          | -             | 254.322       | 0,85          | -             | -   | -            |
| Alleanza dei Tedeschi                          | 37.329        | 0,12          | -             | 58.725        | 0,20          | -             | -   | -            |
| Classe Media Tedesca                           | 3.024         | 0,01          | -             | 36.592        | 0,12          | -             | -   | -            |
| Associazione degli Elettori del Sud Schleswig  | 33.463        | 0,11          | -             | 32.262        | 0,11          | -             | -   | -            |
| Altri <0,10%                                   | 19.861        | 0,07          | -             | 22.510        | 0,08          | -             | -   | -            |
| Totale                                         | 30.156.214    |               | 247           | 29.905.428    |               | 250           | 22  | 519          |

## Conseguenze
Il cancelliere uscente Konrad Adenauer rimane in carica formando una coalizione composta da CDU\CSU e Partito Tedesco.